# Caeneressa zernyi
Caeneressa zernyi là một loài bướm đêm thuộc phân họ Arctiinae, họ Erebidae.